# Nijon
Nijon foi uma antiga comuna francesa na região administrativa de Grande Leste, no departamento de Haute-Marne. Estendia-se por uma área de 7,71 km². Em 2010 a comuna tinha 75 habitantes (densidade: 9,7 hab./km²).
Em 1 de junho de 2016, passou a fazer parte da nova comuna de Bourmont-entre-Meuse-et-Mouzon.